# Yoshishige Yoshida
Yoshishige Yoshida  (吉田喜重?, Yoshida Yoshishige ), conosciuto anche come Kiju Yoshida (Fukui, 16 febbraio 1933 – Tokyo, 8 dicembre 2022) è stato un regista e sceneggiatore giapponese.

## Biografia
Dopo la laurea all'Università di Tokyo Yoshida entrò alla Shochiku nel 1955 debuttando come regista nel 1960. Yoshida è stato uno dei membri più importanti della nouvelle vague giapponese, unitamente ai colleghi Nagisa Ōshima e Masahiro Shinoda. Nel 1964, insieme ad altri suoi colleghi, lasciò la Shochiku per avere maggiore libertà artistica fondando una propria compagnia di produzione.
Nel 1973 il grande insuccesso di Kaigenrei costò al regista oltre 10 anni di inattività prima di riuscire a riprendere la sua carriera con Ningen no yakusoku, con cui fu selezionato nel gruppo Un Certain Regard del Festival di Cannes 1986. Oltre all'attività di regista ha scritto dei libri sul cinema, vincendo anche dei premi. Sposò l'attrice Mariko Okada, figlia dell'attore Tokihiko Okada.

## Filmografia parziale
- 1960 - Rokudenashi
- 1962 - Le terme di Akitsu (秋津温泉, Akitsu onsen)
- 1964 - Fuga dal Giappone
- 1966 - Onna no mizūmi
- 1967 - Joen
- 1968 - Juhyō no yoromeki (樹氷のよろめき)
- 1969 - Eros+Massacro
- 1970 - Rengoku Eroika
- 1973 - Kaigenrei
- 1986 - Ningen no yakusoku
- 1988 - Arashi ga oka
- 1995 - Lumière and Company
- 2002 - La donna nello specchio